# 大手町 (千代田区)
大手町（おおてまち）は、東京都千代田区の町名。隣接する千代田区丸の内・有楽町、中央区八重洲・日本橋・京橋とともに、日本最大のビジネス街および超高層ビル群を構成している。現行行政区画は大手町一丁目および大手町二丁目。住居表示実施済みの地域。

## 概要

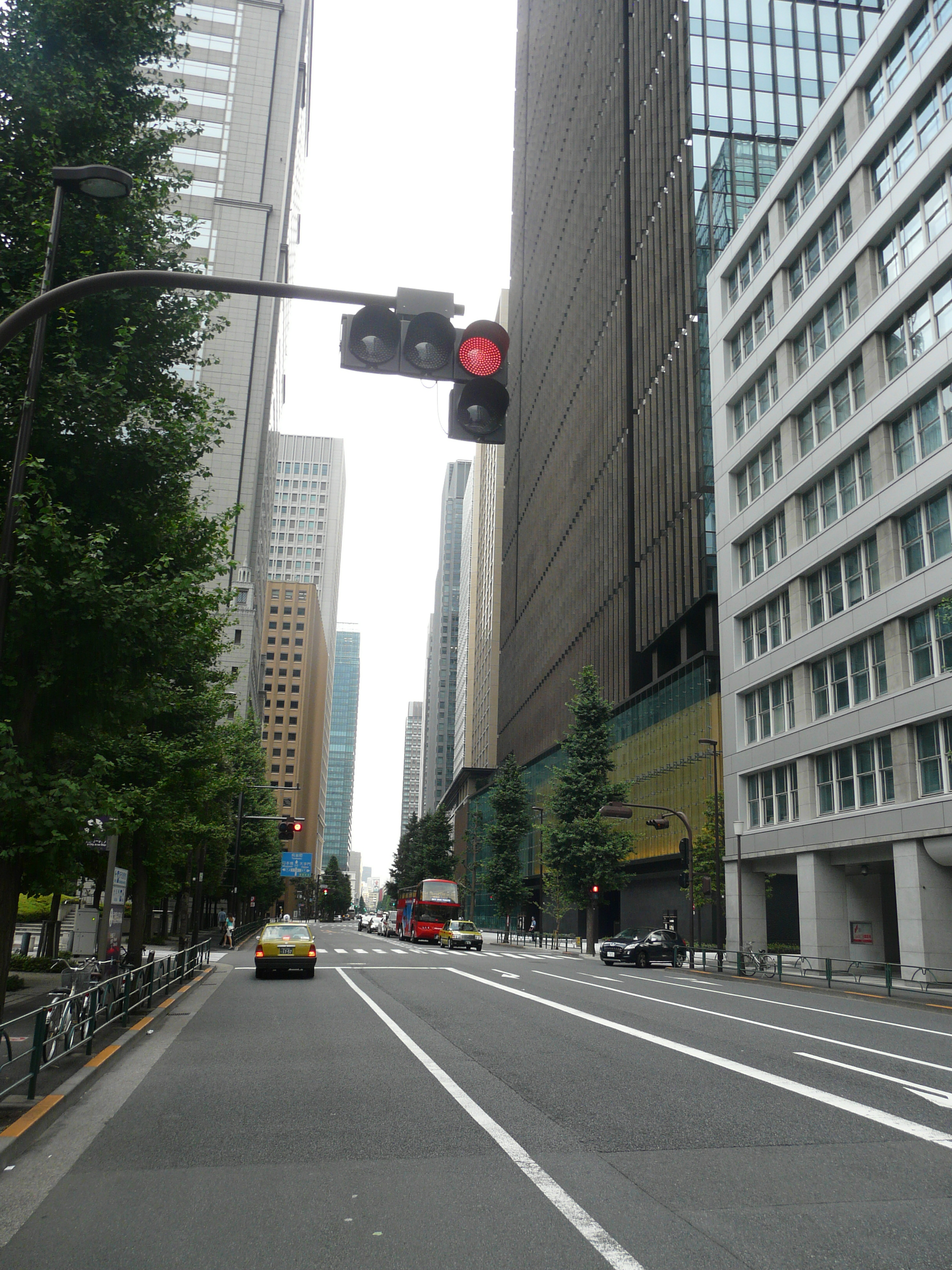
大手町の街並み

中央区（日本橋本石町・八重洲）との区境に当たる。地名の由来は、江戸城（現在の皇居）の正門である大手門の前に位置していたことから。そのため全国の城下町に同様の大手町という地名が存在する。町名としての大手町は、地下鉄各線の大手町駅を中心とする地域であり、主に東京駅の北西部の範囲を指す。南に隣接する丸の内とともに、政府系金融機関・都市銀行（メガバンク）・総合商社・全国紙といった大企業の本社・本店が集積する東京屈指のオフィス街・中心業務地区（CBD）として発展しており、日本経済の中心の一端を担っている。丸の内・有楽町と合わせて「大丸有」と呼ばれ、東京駅界隈は日本最大のビジネス街を形成している。
かつて大手町は官庁街で、南側の旧三井物産ビルの敷地には大蔵省や内務省があった。こうした経緯から、陸軍軍馬局（後の軍馬補充部）があった国有地に大手町合同庁舎が3棟建設された。建物の老朽化もあり、2000年には合同庁舎に入居する機関の大半がさいたま新都心（埼玉県さいたま市）に建設された「さいたま新都心合同庁舎」に移転。当時大手町には開発できる敷地がなく、新興ビジネス街の品川（港区港南）などに本社を移す企業が増えていたことから、大手町をビジネス拠点として再整備するために、大手町連鎖型都市再生プロジェクトが始まった。以前、この地域は皇居前ということもあり、建築基準によって建造物の階数に厳しい制限があった。しかし、再開発に伴い高さ制限は緩和され、読売新聞ビルや大手町タワーをはじめとした高さ200mクラスの超高層ビルが林立するようになった。そのような特性上、昼間人口と夜間人口の差が極端であり、オフィス街のため住宅がほとんど無く住民登録人口が12人（2017年）とごくわずかである一方、昼間人口は約72,000人となっている。
東京駅日本橋口前に位置する大手町2丁目の一部（常盤橋地区）はJRの線路の東側に及び、日本橋川や首都高速道路を挟んで中央区の日本橋エリアと隣接している。三菱地所が「TOKYO TORCH（トーキョートーチ）」という名称で大規模再開発を進行中であり、2021年には大手町地区で最も高いビルである常盤橋タワー（212m）が完成した。2027年度には、この計画の目玉であるTorch Tower（390m）が完成する計画であり、港区の麻布台ヒルズ森JPタワー（330m）や大阪市のあべのハルカス（300m）を凌ぐ日本一の高さの超高層ビルとなる予定である。
大手町駅は東京メトロと都営地下鉄を含めて日本で最多となる5路線の地下鉄が乗り入れる、地下鉄の一大拠点・ジャンクションとなっている（都営地下鉄三田線の大手町駅のみ丸の内に所在）。大手町駅は路線にもよるが、東京駅からも至近で徒歩圏内である。

## 歴史

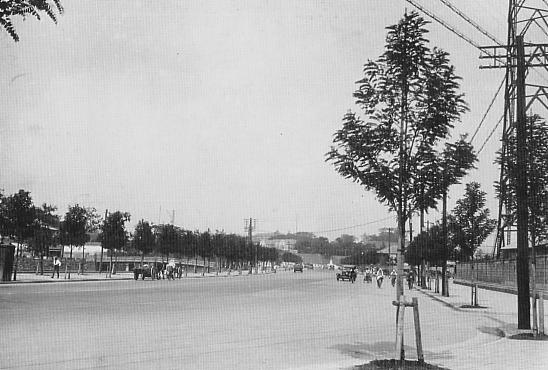
1925年頃の大手町

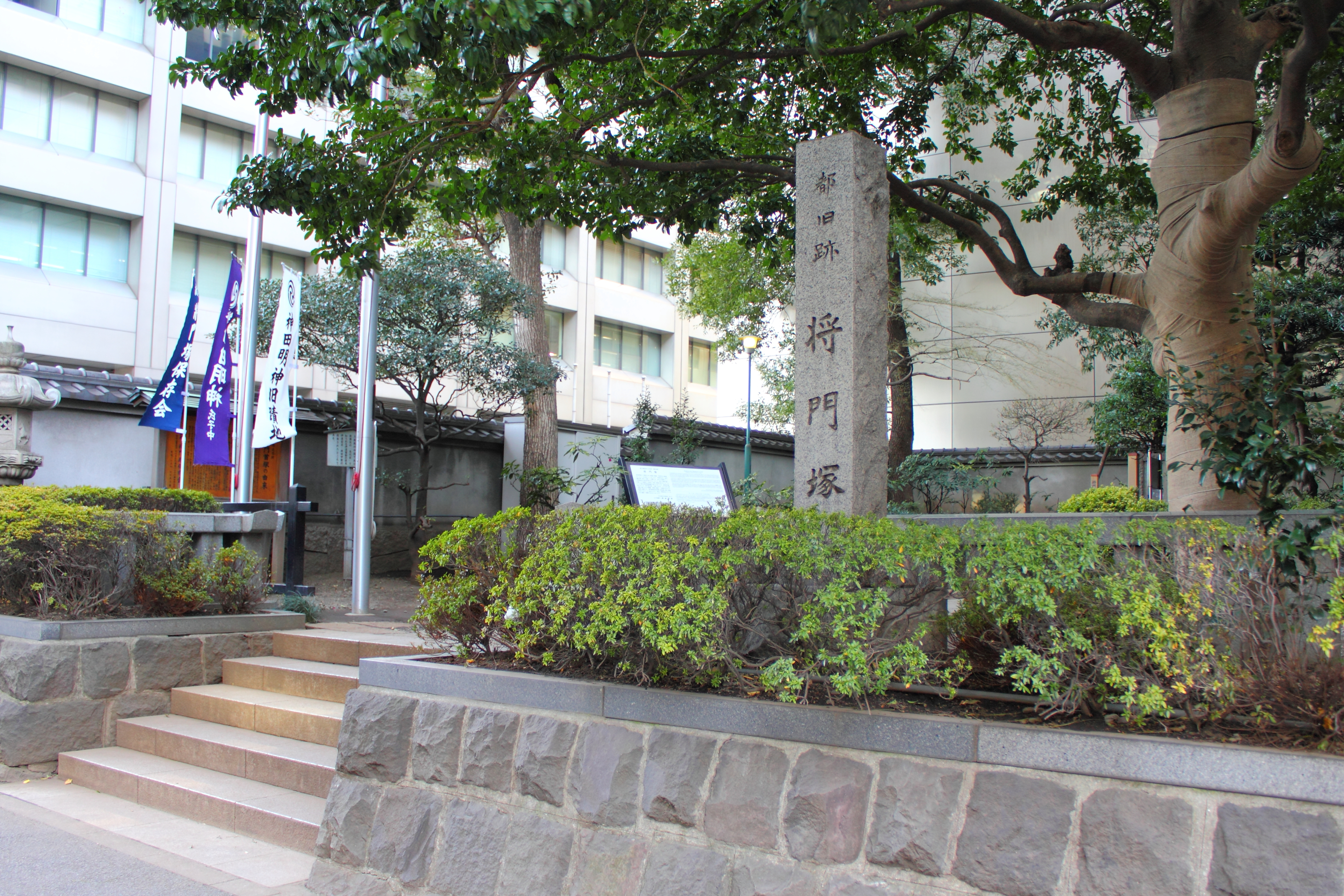
平将門の首塚

この辺りは平川の河口部分、神田山の尾根の先に当たり、芝崎村と呼ばれていた。1590年、徳川家康の入府後、日比谷入江が埋め立てられ大手前と呼ばれた。江戸時代には姫路藩酒井氏、福井藩松平氏、小倉藩小笠原氏などの大名屋敷が連なっていた。
明治維新後、武家屋敷は取り壊され、内務省・大蔵省・文部省・大蔵省印刷局などが建設され、官庁街となった。
1940年（昭和15年）6月20日、逓信省航空局新館に落雷があり出火。隣接する航空局新館、東京営林局、東京税務監督局、神田橋税務署、企画院も全焼、その後、風向きが変わり大蔵省、対満事務局にも延焼するなど大手町の官庁街が大きな被害を受けた。
1952年（昭和27年）、分散していた中央官庁を霞が関に集中させる都市計画が決定され、多くの敷地が民間に払い下げられた。その後、高度経済成長期におけるビルの新築ラッシュにより、官庁街は丸の内地域から続くオフィスビル街へと様変わりした。

### 地名の由来
一般的に「大手町」は、城郭の大手門の前の町を指す名称である。当地は江戸城の大手門の前であったため、名称の由来となった。大手企業や将棋の王に王手をかけているものと比較するものではない。

### 再開発
2000年代以降、高度経済成長期に建設された高層ビルの多くが老朽化を迎え、超高層ビルへと建て替える再開発が立て続けに行われている。大手町合同庁舎の跡地に玉突き式でビルを建て替える「大手町連鎖型都市再生プロジェクト」により、経団連会館、大手町フィナンシャルシティ、大手町プレイスなどの超高層ビルが建設された。
2015年9月、三菱地所は、2027年の完成を目標に高さ390メートルの超高層ビルを、常盤橋地区に建設する計画を発表した。

## 学区
区立小・中学校に通う場合、学区は以下の通りとなる（2017年8月現在）。なお、千代田区の中学校では学校選択制度を導入しており、区内全域から選択することが可能。
| 丁目         | 番地          | 小学校                   | 中学校                                        |
| ------------ | ------------- | ------------------------ | --------------------------------------------- |
| 大手町一丁目 | 4番           | 千代田区立お茶の水小学校 | 千代田区立麹町中学校 千代田区立神田一橋中学校 |
| 大手町一丁目 | 1〜3番 5〜9番 | 千代田区立千代田小学校   | 千代田区立麹町中学校 千代田区立神田一橋中学校 |
| 大手町二丁目 | 全域          | 千代田区立千代田小学校   | 千代田区立麹町中学校 千代田区立神田一橋中学校 |

## 事業所
2021年（令和3年）現在の経済センサス調査による事業所数と従業員数は以下の通りである。
| 丁目         | 事業所数    | 従業員数  |
| ------------ | ----------- | --------- |
| 大手町一丁目 | 903事業所   | 90,884人  |
| 大手町二丁目 | 390事業所   | 36,810人  |
| 計           | 1,293事業所 | 127,694人 |

### 事業者数の変遷
経済センサスによる事業所数の推移。
| 年                 | 事業者数 |
| ------------------ | -------- |
| 2016年（平成28年） | 876      |
| 2021年（令和3年）  | 1,293    |

### 従業員数の変遷
経済センサスによる従業員数の推移。
| 年                 | 従業員数 |
| ------------------ | -------- |
| 2016年（平成28年） | 91,278   |
| 2021年（令和3年）  | 127,694  |

## 施設
官公署
- 気象庁（2020年10月まで）
- 東京消防庁
- 丸の内消防署

このうち、気象庁と大手町合同庁舎については、2007年6月15日に開催された財務省の国有財産の有効活用に関する検討・フォローアップ有識者会議において、庁舎を移転し、跡地を売却することが提言された（大手町連鎖型都市再生プロジェクト）。内堀通り沿いにある、広大な土地が売却される見通しとなった。
2020年11月、気象庁は、港区虎ノ門の港区立教育センターとの合同庁舎に移転した。
企業・団体（本社・本店を置く法人）
- 出光興産
- エスクロー・エージェント・ジャパン
- ENEOSホールディングス
  - ENEOS
- 協和キリン
- QUNIE
- クラレ（登記上の本店は岡山県倉敷市）
- 産業経済新聞社（東京本社)
- サンケイビル
- JFE商事
- 全国農業協同組合中央会（JA全中）
- 全国農業協同組合連合会（JA全農）
- 大樹生命保険（登記上の本店）
- 大平洋金属（登記上の本店）
- 電力中央研究所
- 長瀬産業東京本社（登記上の本店は大阪市西区）
- 日本経済新聞社（東京本社）
- 日本経済団体連合会
- 日本政策金融公庫
- 日本政策投資銀行
- 日本曹達
- 日本電信電話（NTT）
  - NTTコミュニケーションズ
- 日本郵政グループ
- 野村證券
- 丸紅
- みずほフィナンシャルグループ
  - みずほ銀行
  - みずほ証券
- 三井物産
- 三菱地所
- 三菱マテリアル
- UACJ
- UBS証券
- 読売新聞グループ本社
  - 読売新聞東京本社
  - 中央公論新社（読売新聞グループの出版社）

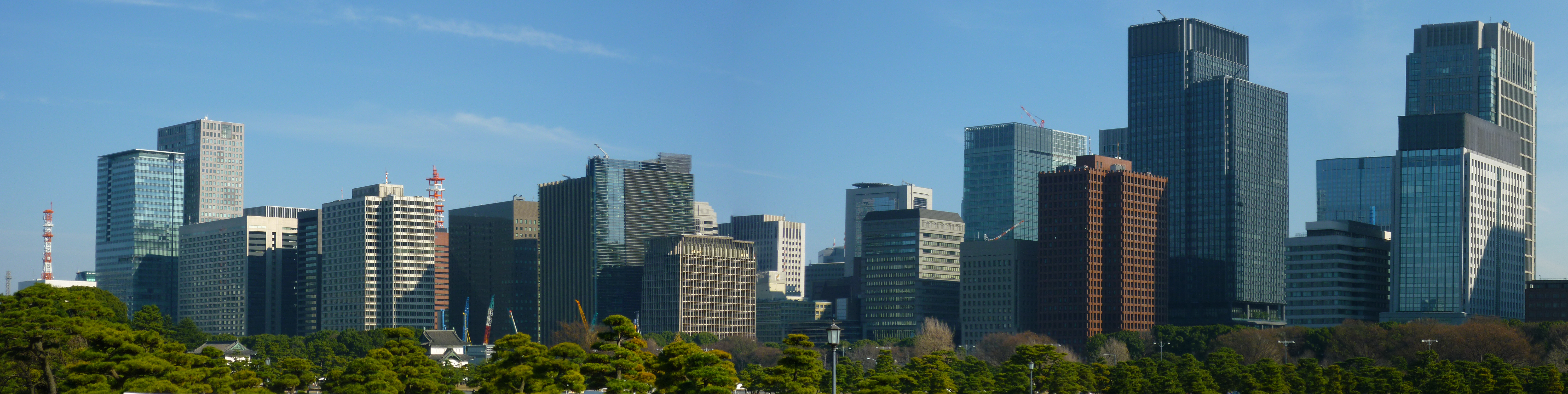
大手町遠景
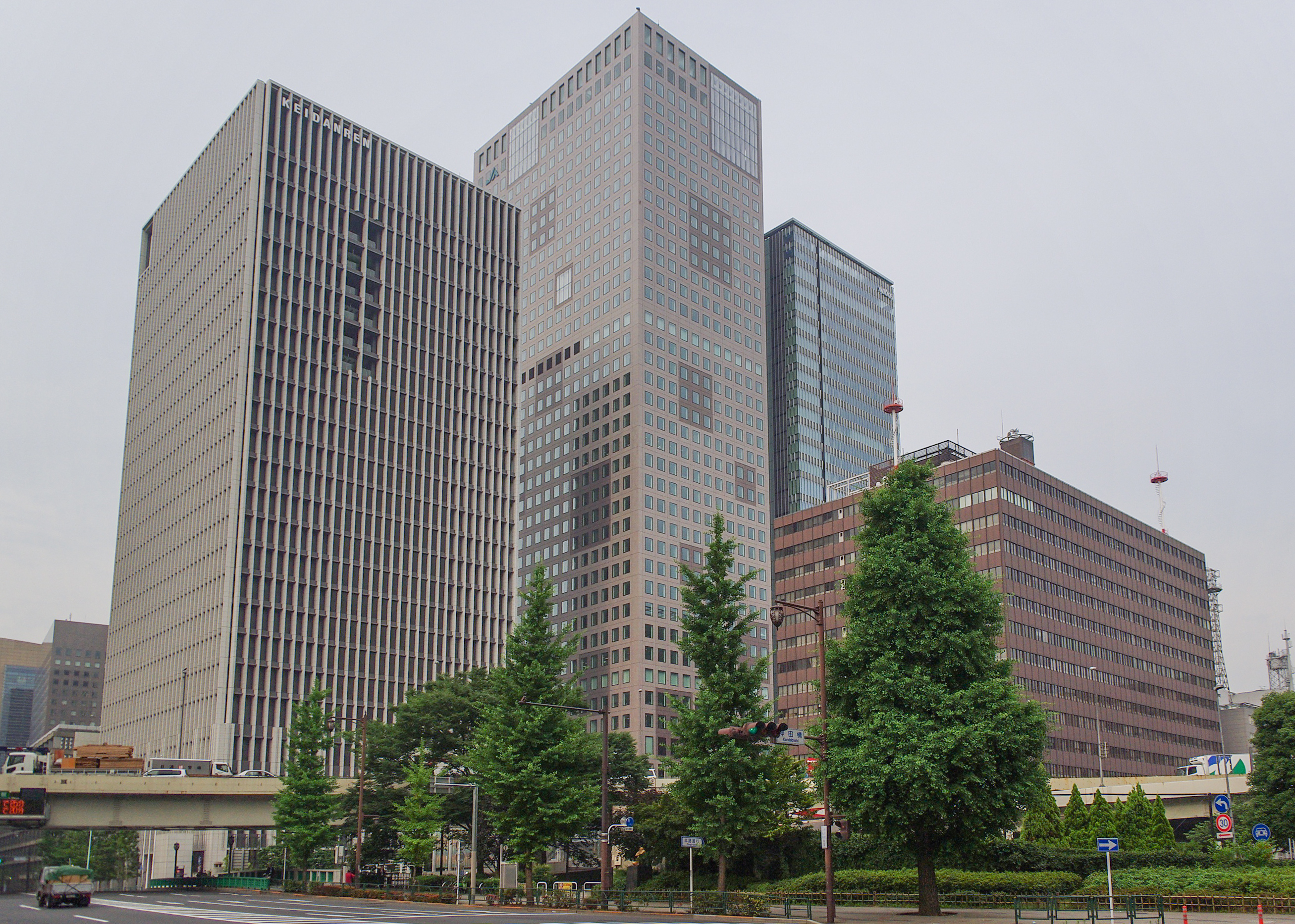
大手町一丁目地区再開発ビル群（経団連会館、JAビル、日経ビル）と大手町合同庁舎3号館
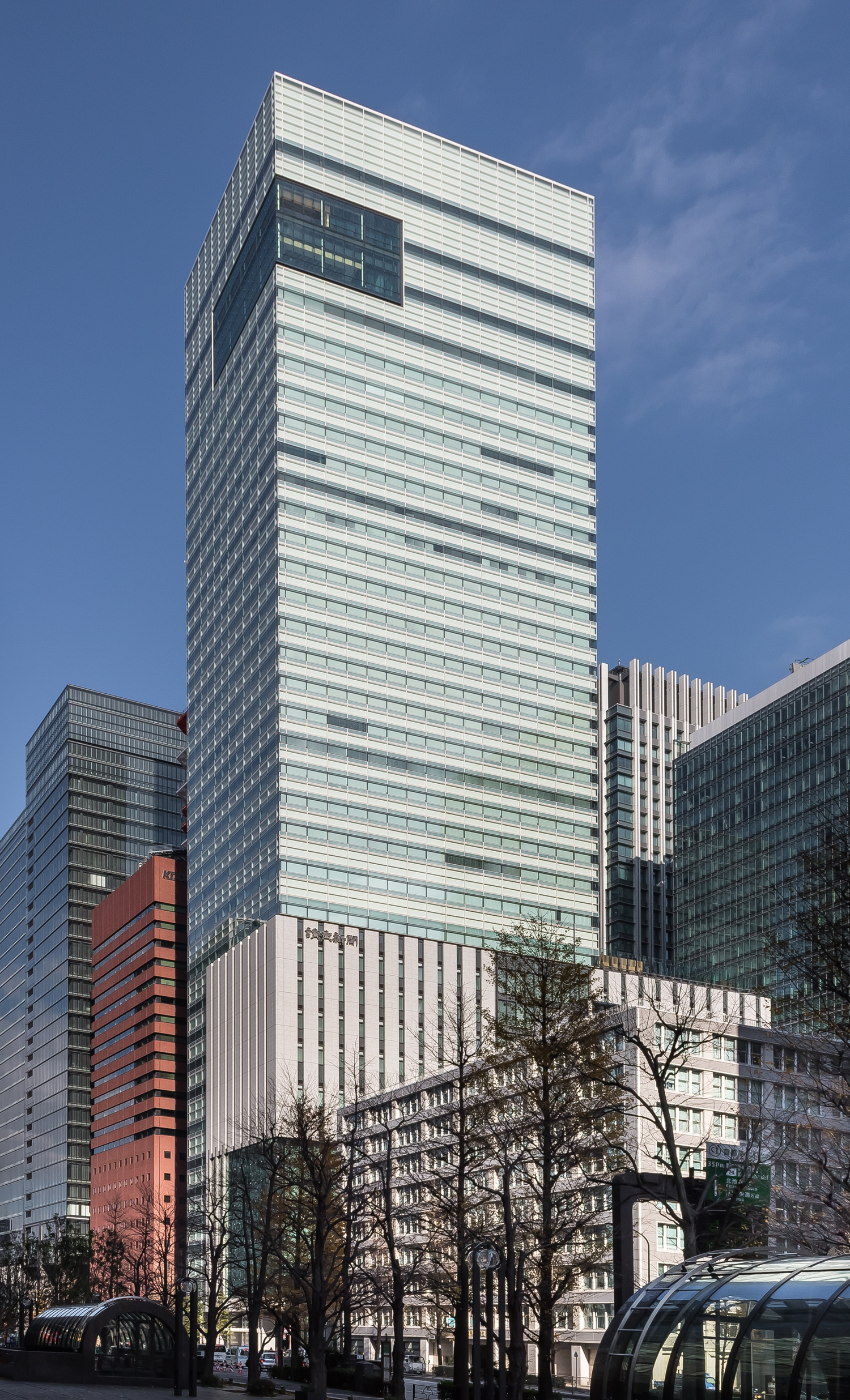
読売新聞ビル
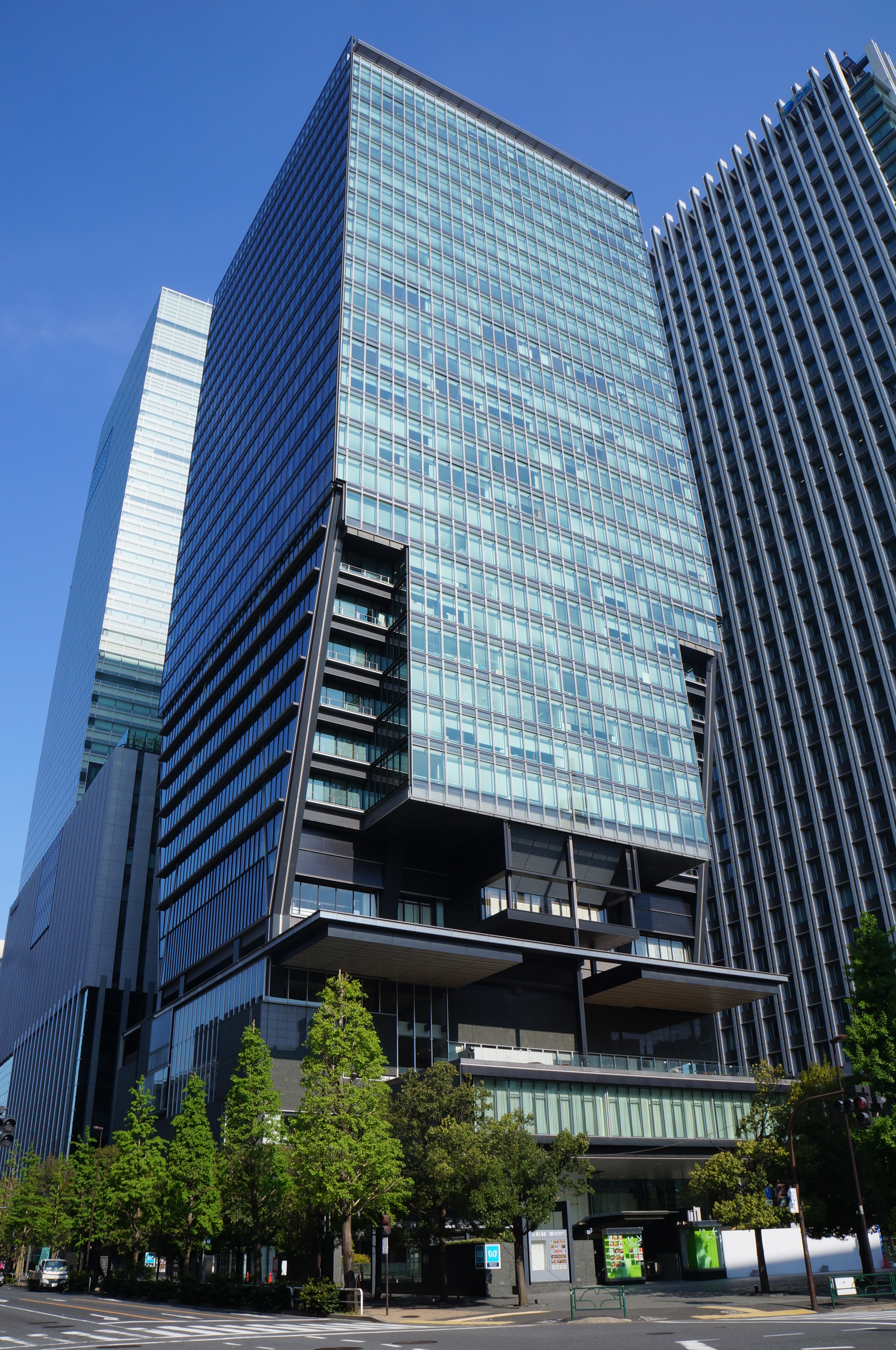
東京サンケイビル
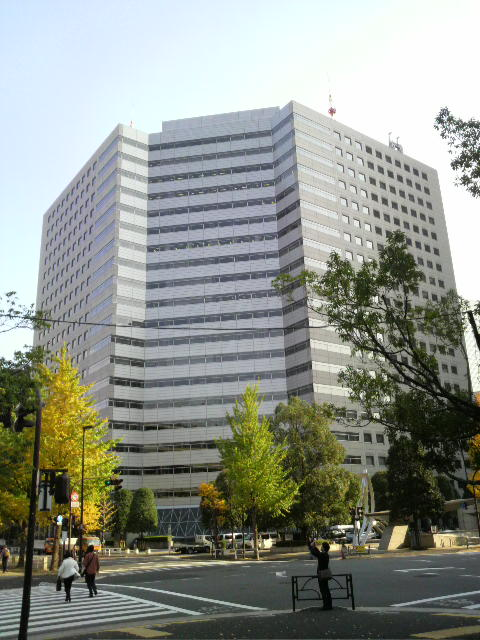
アーバンネット大手町ビル
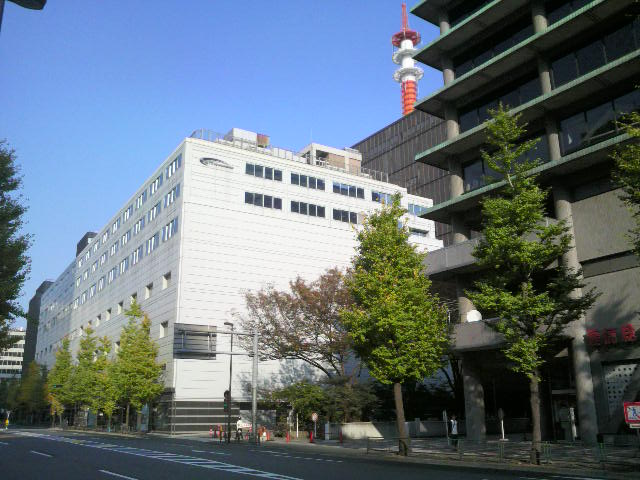
NTTコミュニケーションズ大手町ビル
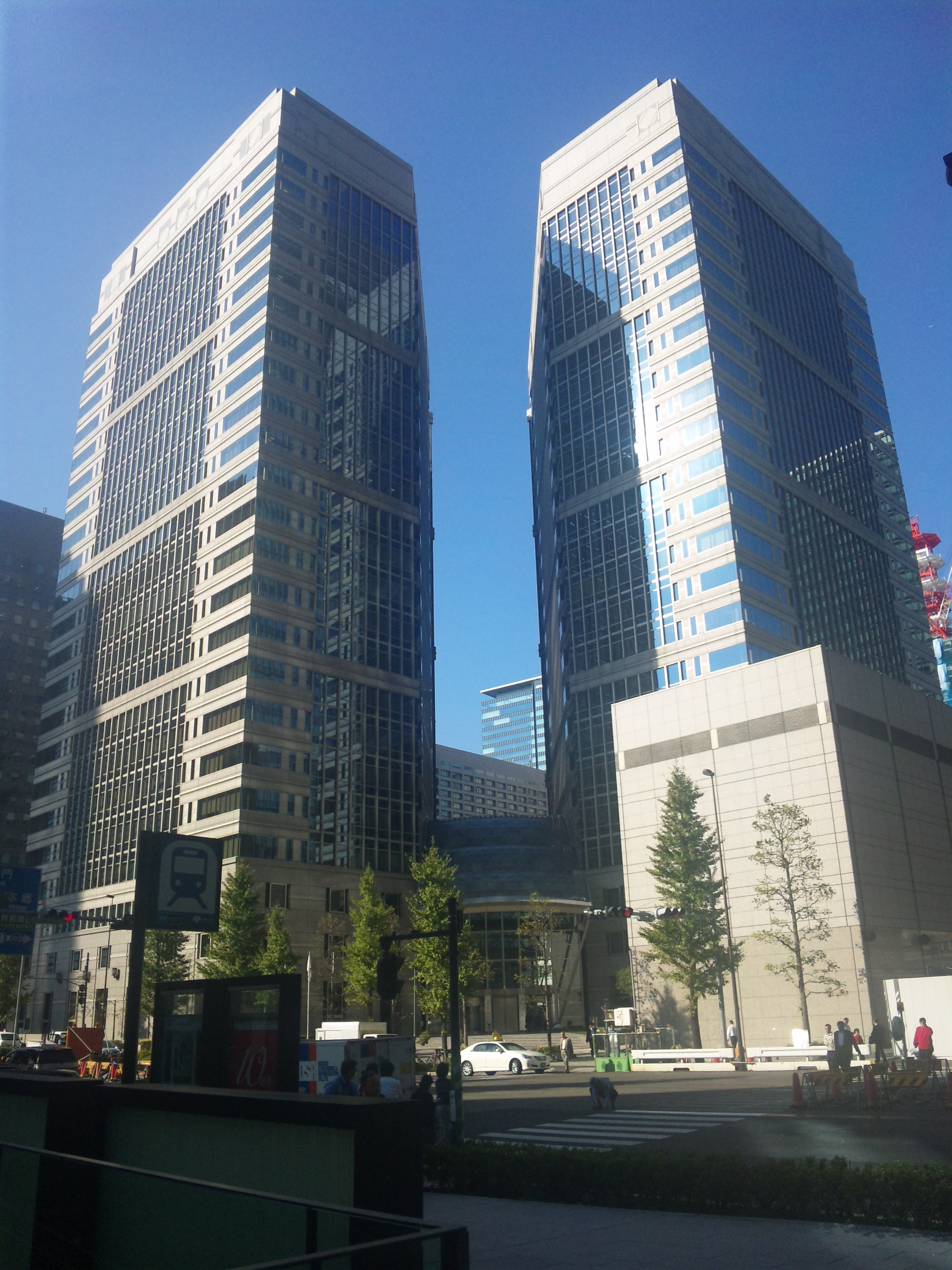
大手町ファーストスクエア
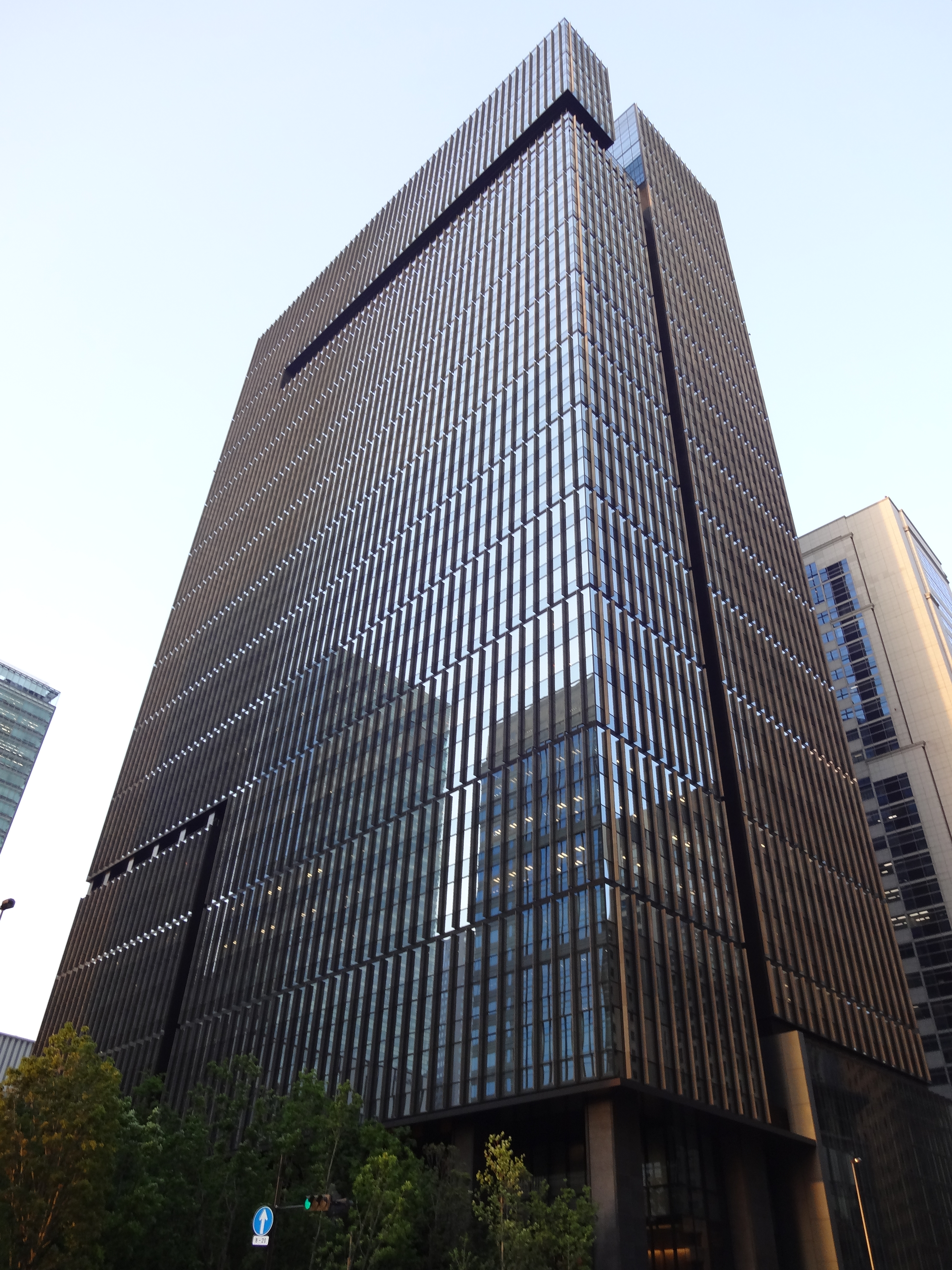
大手町タワー
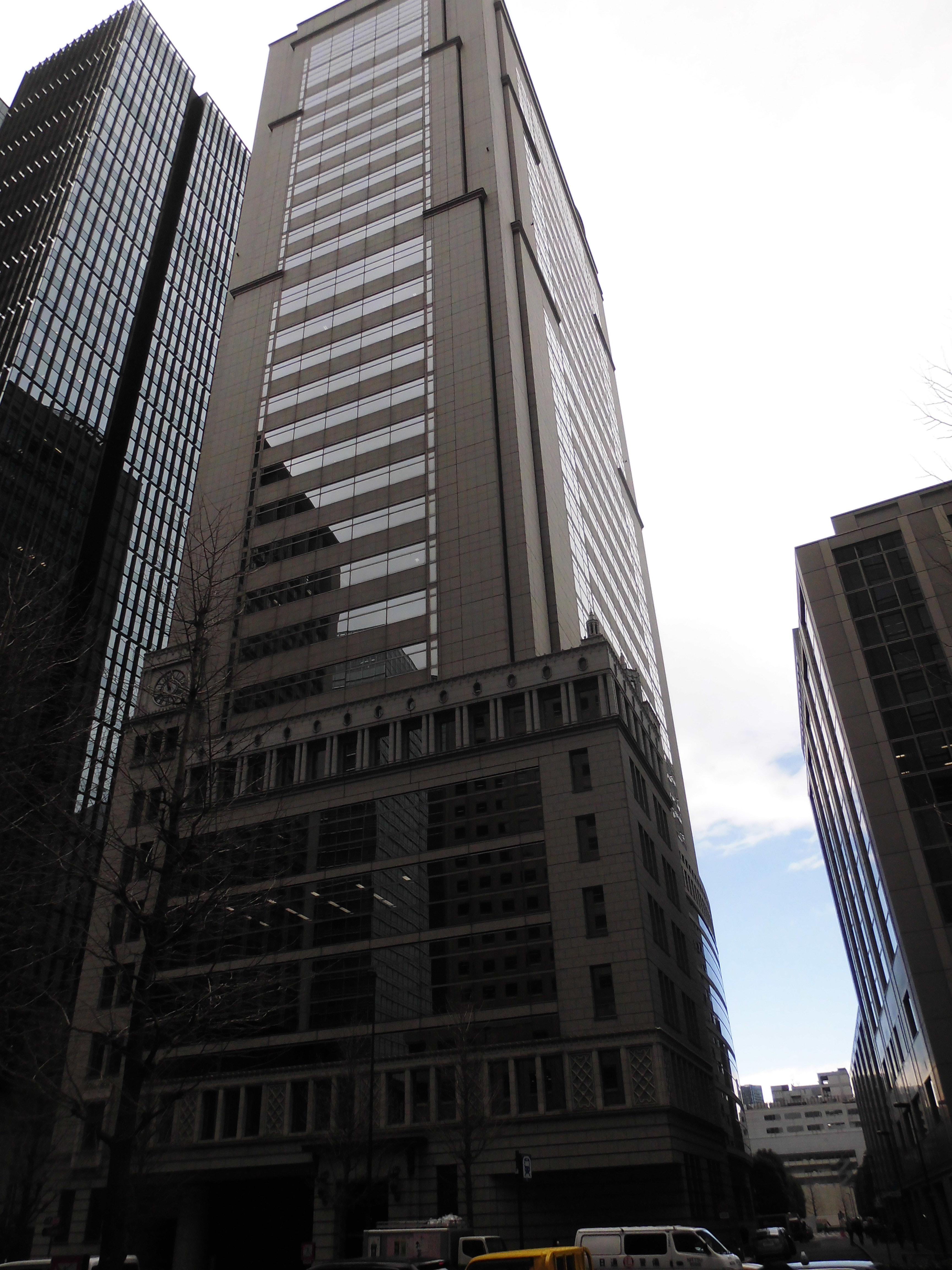
大手町野村ビル

観光
- 平将門の首塚
- 常盤橋
- 和気清麻呂像

## 交通
鉄道
- 全て地下鉄駅。なお、東京地下鉄（東京メトロ）の前身は帝都高速度交通営団（営団地下鉄）である。

- 東京地下鉄（東京メトロ） 大手町駅（○丸ノ内線、○東西線、○千代田線、○半蔵門線）
- 都営地下鉄 大手町駅（○三田線） - 出入口が設けられている。（所在地：丸の内）
- 南東にある東京駅にも近く、地下道を経由して徒歩での移動も可能である。最も東京駅から近い東西線の大手町駅は、東京駅の乗り換え駅として案内されている。

バス
- 都営バス東20 呉服橋（錦糸町駅前行） - 東京駅丸の内北口行は丸の内に設けられている。
- 都営バス東22 呉服橋（錦糸町駅前行） - 東京駅丸の内北口行は丸の内に設けられている。
- 都営バス東22乙 呉服橋（IBM箱崎ビル前） - 東京駅丸の内北口行は丸の内に設けられている。平日のみの運行。
- 都営バス東43 神田橋・大手町（東京駅丸の内南口行） - 荒川土手行は丸の内に設けられている。
- 丸の内シャトル みずほ銀行 / 東京サンケイビル / 読売新聞

道路
- 内堀通り（東京都道301号白山祝田田町線）
- 永代通り（国道1号）
- 日比谷通り（東京都道409号日比谷芝浦線）

首都高速道路・出入口
- 首都高速都心環状線
- 神田橋出入口
- 神田橋ジャンクション
- 首都高速八重洲線

## その他
- 新春恒例箱根駅伝は、大手町一丁目の読売新聞東京本社（読売新聞ビル）前がスタート及びゴール地点となっている。
- 気象情報でいう「東京」の各種気象データは、2014年12月1日までは大手町一丁目の気象庁本庁（東京管区気象台）の北側の露場で観測。気象庁の移転に伴い、同月2日から北の丸公園内へ移転した[14]。
- 丸の内・有楽町と合わせて「大丸有（だいまるゆう）エリア」と呼ばれることもある。

### 日本郵便
- ビル除く全域の郵便番号は、100-0004[3]である。各ビルの郵便番号は以下の通りである[15]。なお、集配局はすべて銀座郵便局である。[16]。

| ビル名 | 地上階    | 郵便番号           | 郵便番号       |
| ビル名 | 地上階    | 階層ごと           | 地階・階層不明 |
| ------ | --------- | ------------------ | -------------- |
| JAビル | 1階〜37階 | 100-6801〜100-6837 | 100-6890       |

※各ビルの郵便番号は6・7ケタ目に地上階毎の郵便番号が割り振られています。（例：1階は「01」、10階は「10」）